# Feketekápolna község
Feketekápolna község (románul: Comuna Căpâlna) község Bihar megyében, Romániában. Központja Feketekápolna, beosztott falvai Gyanta, Körösszáldobágy, Rohani, Tenkeszéplak.

## Népessége
A 2011-es népszámlálás adatai alapján a község népessége 1663 fő volt.